# مفطورة غنمية
مفطورة غنمية (الاسم العلمي: Mycoplasma ovis) هي نوع من البكتيريا تتبع جنس المفطورة من فصيلة المفطورات.